# سلمى بنت عبد الله الثاني
سلمى بنت عبد الله الثاني بن الحسين (26 سبتمبر 2000 -)، أميرة أردنية، إبنة ملك الأردن عبد الله الثاني بن الحسين من زوجته الملكة رانيا العبد الله.

## طفولتها وتعليمها
ولدت الأميرة سلمى في 26 سبتمبر 2000، وهي الابنة الثانية للملك عبد الله الثاني، أشقاؤها ولي عهد المملكة الأردنية الهاشمية الأمير الحسين، والأميرة إيمان والأمير هاشم.
تلقّت تعليمها الثانوي في مدرسة الأكاديمية الدولية في عمّان وتخرجت في 22 أيار 2018. حصلت على شهادة البكالوريوس من جامعة كاليفورنيا الجنوبية في الولايات المتحدة الامريكية. التحقت بأكاديمية ساندهيرست العسكرية الملكيّة في المملكة المتحدة، وتخرجت في 24 تشرين الثاني 2018 بعد أن أكملت دورة عسكرية تدريبية قصيرة.
في 8 يناير 2020م، قلد الملك عبدالله الثاني الأميرة سلمى جناح الطيران في مراسم أقيمت في قصر الحسينية بالعاصمة الأردنية عمان وذلك بعد اجتيازها دورة الطيران ومتطلبات الحصول عليه، وإتمامها ساعات الطيران الأكاديمي والعملي، فكانت بذلك أول فتاة أردنية استطاعت اجتياز مرحلة التدريب الأساسي كطيار على طائرات الجناح الثابت. حضر مراسم التكريم كل من الملكة رانيا العبد الله والأمير الحسين بن عبد الله الثاني ولي عهد الأردن.

## الأنشطة
ظهرت الأميرة سلمى بشكل رسمي في 9 يونيو 2021؛ حين افتتحت مركز تدريب المرأة العسكرية في منطقة الغباوي في محافظة الزرقاء، والذي أنشئ بالتعاون ما بين القوات المسلحة الأردنية وحلف شمال الأطلسي "الناتو".